# Canton du Mont-Blanc
Le canton du Mont-Blanc est une circonscription électorale française du département de la Haute-Savoie.

## Histoire
Un nouveau découpage territorial de la Haute-Savoie entre en vigueur à l'occasion des premières élections départementales suivant le décret du 13 février 2014. Les conseillers départementaux sont, à compter de ces élections, élus au scrutin majoritaire binominal mixte. Les électeurs de chaque canton élisent au Conseil départemental, nouvelle appellation du Conseil général, deux membres de sexe différent, qui se présentent en binôme de candidats. Les conseillers départementaux sont élus pour 6 ans au scrutin binominal majoritaire à deux tours, l'accès au second tour nécessitant 12,5 % des inscrits au 1er tour. En outre la totalité des conseillers départementaux est renouvelée. Ce nouveau mode de scrutin nécessite un redécoupage des cantons dont le nombre est divisé par deux avec arrondi à l'unité impaire supérieure si ce nombre n'est pas entier impair, assorti de conditions de seuils minimaux. Dans la Haute-Savoie, le nombre de cantons passe ainsi de 34 à 17.
Le canton du Mont-Blanc est formé de communes des anciens cantons de Chamonix-Mont-Blanc (4 communes) et de Saint-Gervais-les-Bains (3 communes). Il est entièrement inclus dans l'arrondissement de Bonneville. Le bureau centralisateur est situé à Passy.

## Représentation
| Période élective | Période élective | Mandat | Mandat   | Identité          | Nuance | Nuance | Qualité |
| ---------------- | ---------------- | ------ | -------- | ----------------- | ------ | ------ | --- |
| 2015             | 2021             | 2015   | 2021     | Jean-Marc Peillex |        | UDI    | PDG agence immobilière Maire de Saint-Gervais-les-Bains 8ème Vice-président délégué au Tourisme et à la Montagne |
| 2015             | 2021             | 2015   | 2021     | Aurore Termoz     |        | DVD    | Première adjointe au maire de Chamonix-Mont-Blanc                                                                |
| 2021             | 2028             | 2021   | en cours | Jean-Marc Peillex |        | LREM   | Conseiller sortant, 3ème Vice-Président                                                                          |
| 2021             | 2028             | 2021   | en cours | Aurore Termoz     |        | DVC    | Conseillère sortante                                                                                             |

### Résultats détaillés

#### Élections de mars 2015
À l'issue du 1er tour des élections départementales de 2015, deux binômes sont en ballottage : Jean-Marc Peillex et Aurore Termoz (DVD, 48,23 %) et Marion Bagnaud et Lionel Jacquet (EÉLV, 17,98 %). Le taux de participation est de 44,66 % (10 989 votants sur 24 608 inscrits) contre 45,4 % au niveau départemental et 50,17 % au niveau national.
Au second tour, Jean-Marc Peillex et Aurore Termoz (DVD) sont élus avec 60,74 % des suffrages exprimés et un taux de participation de 42,34 % (6 023 voix pour 10 421 votants et 24 610 inscrits).

#### Élections de juin 2021
Le premier tour des élections départementales de 2021 est marqué par un très faible taux de participation (33,26 % au niveau national). Dans le canton du Mont-Blanc, ce taux de participation est de 28,99 % (7 284 votants sur 25 127 inscrits) contre 28,81 % au niveau départemental. À l'issue de ce premier tour, deux binômes sont en ballottage : Jean-Marc Peillex et Aurore Termoz (DVD, 86,85 %) et Céline Bécu et Stéphane Monard (RN, 13,15 %).
Le second tour des élections est marqué une nouvelle fois par une abstention massive équivalente au premier tour. Les taux de participation sont de 34,36 % au niveau national, 29,17 % dans le département et 29,61 % dans le canton du Mont-Blanc. Jean-Marc Peillex et Aurore Termoz (DVD) sont élus avec 88,98 % des suffrages exprimés (6 048 voix pour 7 441 votants et 25 129 inscrits),,.

## Composition
Le canton du Mont-Blanc comprend sept communes entières.
| Nom                           | Code Insee | Intercommunalité                       | Superficie (km2) | Population (dernière pop. légale) | Densité (hab./km2) | Modifier                                    |
| ----------------------------- | ---------- | -------------------------------------- | ---------------- | --------------------------------- | ------------------ | ------------------------------------------- |
| Passy (bureau centralisateur) | 74208      | CC Pays du Mont-Blanc                  | 80,03            | 10 852 (2022)                     | 136                | modifier les données · modifier les données |
| Chamonix-Mont-Blanc           | 74056      | CC de la Vallée de Chamonix-Mont-Blanc | 116,53           | 8 673 (2022)                      | 74                 | modifier les données · modifier les données |
| Les Contamines-Montjoie       | 74085      | CC Pays du Mont-Blanc                  | 43,55            | 1 083 (2022)                      | 25                 | modifier les données · modifier les données |
| Les Houches                   | 74143      | CC de la Vallée de Chamonix-Mont-Blanc | 43,07            | 3 529 (2022)                      | 82                 | modifier les données · modifier les données |
| Saint-Gervais-les-Bains       | 74236      | CC Pays du Mont-Blanc                  | 63,63            | 5 678 (2022)                      | 89                 | modifier les données · modifier les données |
| Servoz                        | 74266      | CC de la Vallée de Chamonix-Mont-Blanc | 13,47            | 1 125 (2022)                      | 84                 | modifier les données · modifier les données |
| Vallorcine                    | 74290      | CC de la Vallée de Chamonix-Mont-Blanc | 44,57            | 432 (2022)                        | 9,7                | modifier les données · modifier les données |
| Canton du Mont-Blanc          | 7410       |                                        | 404,85           | 31 372 (2022)                     | 77                 | modifier les données                        |

## Démographie
En 2022, le canton comptait 31 372 habitants, en évolution de +2,36 % par rapport à 2016 (Haute-Savoie : +6,01 %, France hors Mayotte : +2,11 %).
| 2013   | 2018   | 2022   |
| ------ | ------ | ------ |
| 30 882 | 31 005 | 31 372 |